# PTSD (album G Herbo)
PTSD è il terzo album in studio del rapper statunitense G Herbo, pubblicato il 28 febbraio 2020 da Machine Entertainment, Epic Records e INgrooves.
La versione deluxe dell'album, contenente quattordici tracce aggiuntive, è stata resa disponibile il 29 maggio 2020.

## Tracce
1. Intro – 3:08
2. Glass in the Face (feat. A Boogie wit da Hoodie) – 3:05
3. Gangstas Cry (feat. BJ the Chicago Kid) – 3:37
4. In This Bitch – 3:07
5. Death Row – 3:04
6. Party in Heaven (feat. Lil Durk) – 3:16
7. PTSD (feat. Juice Wrld, Lil Uzi Vert e Chance the Rapper) – 3:52
8. By Any Means (feat. 21 Savage) – 3:39
9. Gangbangin – 2:34
10. Lawyer Fees (feat. Polo G) – 4:07
11. Feelings – 3:36
12. High Speed – 2:44
13. Shooter (feat. Jacquees) – 3:20
14. Intuition (feat. 2Pretty e Sonta) – 4:06

Tracce bonus contenute nell'edizione deluxe
1. Friends & Foes – 3:37
2. Cap Guns – 3:17
3. Spam 2 Lamb – 3:38
4. Real One (feat. Lil Durk) – 2:42
5. In a Minute – 3:52
6. Smoke – 3:35
7. Like This (feat. Lil Uzi Vert) – 3:35
8. OFNG – 3:47
9. High School – 3:15
10. Ridin Wit It – 3:18
11. Trenches – 2:02
12. Lil Ride – 4:12
13. Just a Nigga – 3:02
14. 4am to 8am – 3:46

## Classifiche

### Classifiche settimanali
| Classifica (2019) | Posizione massima |
| ----------------- | ----------------- |
| Canada            | 32                |
| Stati Uniti       | 7                 |

### Classifiche di fine anno
| Classifica (2019) | Posizione |
| ----------------- | --------- |
| Stati Uniti       | 126       |